# 제2회 전국동시지방선거 의왕시의회
다음은 제2회 전국동시지방선거의 의왕시의회의원 선거결과를 정리한 문서이다. 해당 선거에서 의왕시의회는 지역구의원 7명을 선출했다.

## 지역구 선거 결과
|  | 41.85% |

|  | 30.94% |

|  | 27.19% |

|  | 68.44% |

|  | 31.55% |

|  | 34.18% |

|  | 28.24% |

|  | 27.75% |

|  | 9.82% |

|  | 50.53% |

|  | 49.46% |

|  | 34.68% |

|  | 32.65% |

|  | 32.65% |

|  | 69.37% |

|  | 30.62% |